# تفاعلات اللقاح الضار في الحيوانات الأليفة
أظهرت عدة من الدراسات ردود أفعال سلبية لدى بعض من الحيوانات الأليفة بعد إعطائها اللقاحات (المطاعيم) مثل الكلاب والقطط  مما أدى إلى تغيير هذه المطاعيم وتعديلها وتغيير أماكن إعطاء المطاعيم للكلاب والقطط.

## الجدل
في السنوات الأخيرة أصبح موضوع تطعيم الحيوانات الأليفة مثيراً للجدل بين الأطباء البيطريين وأصحاب هذه الحيوانات لما للمطاعيم من آثار سلبية عليهم وبسبب ردود الأفعال السلبية للمطاعيم على الحيوانات ومناعتها أدى ذلك إلى الحد من تطعيم الحيوانات الأليفة وفي عام 2010م  نشرت الجمعية العالمية للطب البيطري للحيوانات الصغيرة إلى التقليل من عدد اللقاحات التي تعتبر أساسية للحيوانات الأليفة بالإضافة إلى اعطاء لقاح أقل تكراراً.
ومع ذلك، في رسالة مفتوحة إلى (WSAVA) أنشأ مالك الحيوانات الأليفة الأسترالي منذ فترة طويلة نقدًا تفصيليًا لهذه الإرشادات مع العديد من الاستشهادات العلمية بحجة أن توصيات التعزيز أو إعادة التطعيم لمدة 3 سنوات إما تعسفية أو متأثرة بمصنعي اللقاحات. وتستشهد هذه الرسالة بالنتائج العلمية لكل من (WSAVA) والباحثين البارزين الآخرين والتي تشير إلى أنه على غرار البشر فإن مدة المناعة (DOI) للحيوانات الأليفة التي تم تطعيمها في وقت مبكر من الحياة باستخدام (MLV) (الفيروسات الحية المعدلة) هي سنوات عديدة إن لم تكن كامل مرحلة البلوغ على الرغم من الممارسة الشائعة المتمثلة في «تعزيز» اللقاحات كل سنة إلى 3 سنوات.
وفي الملخص كانت توجيهات (WSAVA) الجمعية العالمية للطب البيطري ضد اللقاحات غير الضرورية وتدعم نظرية استخدام اختبارات بسيطة لتحديد التحول المصلي (الأجسام المضادة) بعد التطعيم كما لاحظوا أيضاً أن المطاعيم لا يجب أن تُعطى دون الحاجة إليها ولا يجب إعطاء اللقاحات الأساسية بشكل متكرر كل ثلاثة سنوات بعد الحقن الداعم للكلاب الصغيرة والقطط بعد اثني عشر شهر لأن مدة المناعة (DOI)هي عدة سنوات وممكن أن تكون طيلة حياة الحيوان الأليف، ويركز موضوع النقد على التوصيات المقدمة لارشادات التطعيم والتي قد تعني أن إعادة اعطاء المطاعيم يجب أن تكون ثلاثة سنوات.

## الاسباب المحتملة

### اسباب متعلقة باللقاح
تحدث التفاعلات الضارة عادة لما بسبب المناعة للقاح المناعي أو بسبب المواد المصنعة في اللقاح والتي تعمل على المساعدة للاستجابة المناعية له، وقد تحتوي اللقاحات على الأجسام الممرضة الميتة أو المعطلة أو الأجسام المعدلة جينياً أو البروتينات الممرضة الحيوية أوالفيروس الحي المعد.
لم يكن هنالك ارتباط بين تطور الورم الخبيث مع اللقاح أو العلامة التجارية أو الشركة المصنعة للقاح أو العدوى المتزامنة له أو تاريخ الصدمة أو البيئة.
في عام 1993م  وجدوا علاقة سببية ما بين اللقاحات المضافة لها ألمنيوم وداء الكلب حيث تمت إدارة داء الكلب باستخدام هذه اللقاحات من خلال الأساليب الوبائية.

### اسباب متعلقة بالحيوانات
بالإضافة لأسباب مناعية للقاحات، يوجد ايضاً هنالك عوامل لدى الحيوانات تسبب زيادة الخطر للآثار السلبية للقاح في كل من الكلاب  والقطط  ومن هذه العوامل:
1- العمر.
2- عدد اللقاحات.
3-الحجم.
4- الصحة العامة للحيوان.
5- تاريخ آخر لقاح.
6- السلالة.
7- الوضع المحايد للحيوان (المقصود هنا جنسه).

## أنواع ردور الفعل

### 1-التهاب الأوعية الجلدية
رد الفعل هذا معروف بشكل قليل خاصة في الكلاب وهذه المشكلة قد تحدث قرب أو مكان اعطاء المطعوم (اللقاح) ومن الأعراض التي قد تظهر عليه التقرحات أو تغير لون الجلد للون أغمق أو ندبة مع تساقط الشعر في تلك المنطقة بالإضافة لمكان اللقاح ممكن أن تتكون الآفات ايضاً عند الأذنين والأقدام أو حتى على الوجه قد تكون الندب دائمة، لا تبدو الكلاب مريضة عادةً ولكنها قد تصاب بالحمى وقد تظهر الأعراض في غضون أسابيع من التطعيم، أو قد تستغرق شهورًا لتتطور بشكل ملحوظ
الكلاب التي تعاني من هذه النُدب يمكن معالجتها باستخدام (بنتوكسيفيلين) دواء مفيد في التهاب الأوعية الدموية الصغيرة أو (تاكروليمس)، مرهم سيساعد على تخفيف الالتهاب في المناطق المصابة.
مالكي هذه الحيوانات التي تعرضت لهذا النوع من ردود الافعال والأطباء البيطريين يجب عليهم مراجعة جدول المطاعيم بحذر ومحاولة تقليل المطاعيم المستقبلية إلى أقل ما يمكن، على الأقل يجب تجنب اللقاحات من نفس الشركة المصنعة ويوصى أيضًا بتغيير الموقع الذي يتم فيه إعطاء اللقاحات المستقبلية إلى الساق الخلفية إلى أقصى حد ممكن على الساق ويجب إعطاؤه في العضلات بدلاً من تحت الجلد.

### 2- الطفح الجلدي (الشرية)
لحسن الحظ حدوث الحساسية أو الطفح الجلدي نتيجة أخذ اللقاح هي شيء نادر جداً عند الكلاب عندما تحدث فإن
الحساسية المفرطة هي حالة طارئة تهدد الحياة.
في كثير من الأحيان تصاب الكلاب بالأرتكاريا أو الشرية في غضون دقائق من تلقي اللقاح وعندما يحدث هذا سيعالج الطبيب البيطري الحساسية مع
مضادات الهستامين وعقاقير الكورتيكوستيرويدات وهذا عادة ما يكون فعالًا ويجب تعديل بروتوكولات اللقاحات المستقبلية وفقًا لمكون اللقاح المشتبه في أنه أثار رد الفعل.

### 3- إنتاج أجسام مضادة ضد نسيج الكلى
كما خضعت لقاحات (FVRCP) للتدقيق في وقت متأخر بسبب المخاطر المحتملة على الصحة على المدى الطويل وأكدت دراسة في جامعة كولورادو أنها لاحظت وجود علاقة بين التطعيم بلقاحات (FVRCP) بالحقن وتطوير أجسام مضادة ضد انسجة الكلى لدى القطط.
تطوير الأجسام المضادة يفترض أن يحدث عندما يتفاعل الجهاز المناعي مع الملوثات البروتينية من خط الخلية المستخدم لزراعة فيروسات اللقاح ويقصد بخط الخلية هو خط خلية (CRFK) مشتقة من كلمة قطة، في الوقت الحالي من غير المعروف إذا كان هذا التطور للاجسام المضادة يمكن فعلياً أن يؤدي إلى أمراض الكلى على الرغم من وجود دراسة أظهرت أدلة على وجود التهاب في عينات القطط عند إعادة أخذ الخزعات منها.

### 4-الورم الخبيث
السرطان المرتبط بالمطاعيم هو نوع من الأورام الخبيثة التي وجدت في القطط وبشكل نادر الحدوث عند الكلاب والنمس وقد ربط هذا المرض بمطاعيم معينة، ويوجد هنالك قلق بخصوص ال (VAS) أدى إلى تغييير في آلية اللقاح الموصى بها للحد من أنواع اللقاحات وتواترها وأماكن اعطائها وينصح مالكي هذه الحيوانات بمراقبة مواقع الحقن بحثاً عن علامات الأورام والاتصال بالطبيب البيطري في حال وجودها.

## التوصيات
القلق بشأن ردود الأفعال هذه أدى إلى مراجعة المبادئ التوجيهية في عام 2006 
2010 2011 التي تعالج هذا القلق من خلال تغيير التكرار والطرق والمواقع الموصى بها لكل من تطعيم الكلاب وتطعيم القطط.

### 1-الموقع
المطاعيم يجب أن تُعطى في أماكن محددة من أجل تسهيل تحديد اللقاح الذي تسبب في رد الفعل السلبي وسهولة إزالة أي ورم سببه اللقاح.
في أمريكا الشمالية تبنى الاطباء البيطريون أسلوب حقن أطراف معينة بعيدة عن الجسم قدر الإمكان  حيث أنهم حقنوا الجزء الخلفي الأيمن لداء الكلب والجزء الخلفي الأيسر لسرطان الدم والكتف الأمامي الأيمن لباقي اللقاحات مثل (FVRCP) ولكن لم يتم اعتماد هذه المواقع على نطاق واسع خارج أمريكا الشمالية وقد قدمت مجموعة المبادئ التوجيهية الدولية للتطعيم (VGG) توصيات جديدة  باعطاء اللقاحات تتضمن:
1-اعطاء اللقاحات تحت الجلد.
2-في جلد الصدر أو البطن الجانبي (الورم الذي يحدث في خلايا القطط بسبب اللقاح).
3-تجنب المناطق بين الخلايا (حيث يصعب استئصال الأورام في حال الإصابة بالسرطان).
4-اعطاء اللقاح في موقع مختلف كل مرة.

### 2-النوع والتكرار
في توصيات المجموعة الدولية للتطعيمات (VGG) عام 2010م أكدوا على أهمية اعطاء اللقاحات غير المساعدة كلما أمكن ذلك، ال (VGG) أيضاً يفضلون الفحوصات المناعية بدلاً من عملية إعادة التطعيم الغير ضرورية أو إعطاء اللقاحات التعزيزية بعد الداعم الأولي لمدة اثني عشر شهر الذي يتبع سلسلة الجرو والقطط بعد إعطائهم لقاحات الفيروسات الحية المعدلة (MLV)وذلك لأن اللقاحات الأساسية تظهر ارتباطاً ممتازاً بين وجود الأجسام المضادة والمناعة الواقية ولديها أيضاً فترة حضانة طويلة (DOI) ويمكن استخدام فحوصات الأجسام المضادة لإثبات فترة الحصانة (DOI) بعد التطعيم باللقاحات الاساسية فقط وليس اللقاحات غير الاساسية.

## روابط خارجية
- Horzinek, MC (2010). "Vaccination protocols for companion animals: the veterinarian's perspective". Journal of Comparative Pathology. 142 Suppl 1: S129–32. DOI:10.1016/j.jcpa.2009.11.001. PMID:19954796. مؤرشف من الأصل في 2020-05-16. اطلع عليه بتاريخ 2012-08-26.
- Vaccination Guidelines Group (VGG) of the World Small Animal Veterinary Association (WSAVA) (2010). "Vaccination guidelines for the owners and breeders of dogs and cats" (PDF). مؤرشف من الأصل (PDF) في 2012-05-26. اطلع عليه بتاريخ 2012-06-24.
- Vaccination Guidelines Group (VGG) of the World Small Animal Veterinary Association (WSAVA) (2010). "WSAVA guidelines for the vaccination of dogs and cats" (PDF). مؤرشف من الأصل (PDF) في 2012-05-26. اطلع عليه بتاريخ 2012-06-24.
- "Critique of the WSAVA VGG Vaccination Guidelines for Owners & Breeders of Dogs and Cats" (PDF). 6 فبراير 2012. مؤرشف من الأصل (PDF) في 2016-03-05. اطلع عليه بتاريخ 2012-08-26.
- "Canine Vaccination Guidelines" (PDF). American Animal Hospital Association (AAHA) Canine Vaccination Task Force. 2011. مؤرشف من الأصل (PDF) في 2012-05-15. اطلع عليه بتاريخ 2012-06-24.
- "Feline Life Stage Guidelines" (PDF). American Association of Feline Practicitioners & American Animal Hospital Association. 2010. مؤرشف من الأصل (PDF) في 2010-07-18. اطلع عليه بتاريخ 2012-08-26.
- "Feline Vaccine Advisory Panel Report" (PDF). American Association of Feline Practitioners. 2006. مؤرشف من الأصل (PDF) في 2020-05-16. اطلع عليه بتاريخ 2012-06-24.
- American Association of Feline Practitioners (2006). "Summary Table: Vaccination in General Practice" (PDF). Feline Vaccine Advisory Panel Report. مؤرشف من الأصل (PDF) في 2020-05-16. اطلع عليه بتاريخ 2012-06-24.
- "Canine and Feline Vaccination Guidelines". UC Davis Veterinary Medical Teaching Hospital. نوفمبر 2009. مؤرشف من الأصل في 2019-06-22. اطلع عليه بتاريخ 2012-08-26.
- "vaccine Controversy". Top Dog Kennel. مؤرشف من الأصل في 2016-08-22. اطلع عليه بتاريخ 2012-06-24.